# Aleksander Ogiński
Aleksander Ogiński z Kozielska herbu własnego (ur. ok. 1585, zm. 1667) – chorąży nadworny litewski (1633), kasztelan trocki (od 1649), wojewoda miński od (1645), chorąży trocki (1626), pułkownik i rotmistrz królewski, dworzanin, starosta rohaczewski, dyrektor trockiego sejmiku przedsejmowego 1645 i 1647 roku, starosta dorsuniski w 1632 roku.
Syn podkomorzego trockiego Bogdana Marcjana (†1625) i Reginy Wołłowiczówny.

## Życiorys
W 1600 immatrykułował się na Uniwersytecie Królewieckim. Naukę przerwał by wziąć udział w wojnie polsko-szwedzkiej. Uczestniczył w bitwie pod Kircholmem. W 1606 kontynuował studia w Altdorf bei Nürnberg i Ingolstadt.
Jako rotmistrz uczestniczył w oblężeniu Smoleńska w 1611. W 1619 roku został deputatem na Trybunał Główny Wielkiego Księstwa Litewskiego z województwa trockiego. Jako rotmistrz husarski wziął udział w bitwie pod Chocimiem w 1621. Był posłem trockim na sejm w 1623, jako poseł na sejm zwyczajny w 1626 z powiatu trockiego wybrany deputatem na Trybunał Skarbowy Wielkiego Księstwa Litewskiego. Brał udział w wojnie polsko-szwedzkiej w Inflantach w latach 1627–1629. Był członkiem konfederacji generalnej zawiązanej 16 lipca 1632 roku. Poseł na sejm konwokacyjny 1632 roku z powiatu trockiego. Był elektorem Władysława IV z województwa trockiego, podpisał jego pacta conventa. Poseł na sejm koronacyjny 1633 roku. Na czele swojej 120 osobowej tzw. srebrnej chorągwi usarskiej wziął udział w wojnie polsko-rosyjskiej 1632–1634. Wyznaczony jako jeden z komisarzy do zawarcia pokoju, podpisał w 1634 pokój polanowski.
Poseł na sejm zwyczajny 1635, poseł trocki na sejm nadzwyczajny 1635, poseł na sejm 1643. Był elektorem Jana II Kazimierza w 1648 z województwa mińskiego, podpisał jego pacta conventa. Na sejmie 1650 roku wyznaczony z Senatu komisarzem do zapłaty wojsku Wielkiego Księstwa Litewskiego. Na sejmie nadzwyczajnym 1652 roku wyznaczony z Senatu komisarzem do zapłaty wojsku Wielkiego Księstwa Litewskiego. Na sejmie 1653 roku wyznaczony z Senatu komisarzem do zapłaty wojsku Wielkiego Księstwa Litewskiego.
Był wyznawcą prawosławia i ostatnim senatorem niekatolikiem. W 1662 roku był dyrektorem sejmiku wiłkomirskiego. Na sejmie 1662 roku wyznaczony z Senatu komisarzem do zapłaty wojsku Wielkiego Księstwa Litewskiego.
Żonaty był dwukrotnie. Za pierwszym razem pojął za żonę Aleksandrę Elżbietę Szemet (Szemiot), córkę kasztelana smoleńskiego Wacława Szemiota i Halszki z Chodkiewiczów, która urodziła mu dwóch synów Jana i Bogdana. Po jej śmierci poślubił Katarzynę z książąt Połubińskich, córkę Konstantego i Zofii z Sapiehów; miał z nią troje dzieci: Marcjana, Aleksandrę – żonę pisarza wielkiego litewskiego Andrzeja Kazimierza Kieżgajło-Zawiszy (syna Krzysztofa Kieżgajło-Zawiszy); i Teodorę – żonę Jana Grużewskiego.
Był ostatnim senatorem niekatolikiem w Wielkim Księstwie Litewskim. Pochowany 7 czerwca 1667 roku w cerkwi Świętego Ducha w Wilnie.